# Rico (futebolista)
Leandson Dias da Silva, mais conhecido como Rico (Recife, 4 de abril de 1981), é um ex-futebolista brasileiro naturalizado barenito que atuava como atacante e meio campista.

## Carreira
Rico foi revelado em 2001 pela equipe alagoana do CSA. Após boas partidas no campeonato alagoano, acabou sendo contratado pelo São Paulo FC no começo de 2002. Porém teve poucas oportunidades na equipe que já tinha craques como Luís Fabiano, Reinaldo, Ricardinho e Kaká, e não chegou a atuar.
Em 2003, acabou sendo emprestado a Portuguesa Santista para disputar o Campeonato Paulista. Rico acabou sendo um dos destaques da equipe que seria a grande surpresa do campeonato, chegando até as semifinais, sendo eliminados justamente pelo São Paulo. Rico terminou como vice-artilheiro do Campeonato com 7 gols.
Com isso, Rico voltou a ter uma nova oportunidade no "Tricolor Paulista", sendo trazido de volta junto com Souza e Adriano, seus companheiros na Lusa Santista. Acabou sendo um dos bons atacantes do São Paulo no restante de 2003, e com a saída de Reinaldo, formou dupla com Luís Fabiano no ataque titular do Tricolor. Rico marcou no total, 7 gols pelo clube. Porém no fim da temporada acabou ofuscado por atacantes como Kléber e principalmente Diego Tardelli, e acabou perdendo espaço.
Foi vendido ao Grêmio em 2004, porém foi pouco aproveitado também.
Após isso, recebeu uma proposta vinda de um tradicional clube do Bahrein, o Al-Muharraq Club. Rico acabou se transferindo para lá, e não demorou muito para ser o ídolo e craque da equipe, ajudando a conquistar títulos importantes, e sendo o artilheiro máximo do time, marcando muitos gols. Em 2008, foi campeão da importante Copa da AFC, sendo artilheiro da mesma com 19 gols e naquele ano entrou para o ranking da Federação de História e Estatística como o maior goleador do mundo naquele ano.
Em maio de 2010, transferiu-se para o Bahrain Riffa Club.
Em setembro de 2011, transferiu-se para o Manama Club.
Voltou ao Brasil em julho de 2012, para atuar no Náutico, mas teve poucas oportunidades e, após um ato de indisciplina, foi dispensado.
Em dezembro de 2012, foi contratado pelo América-RN, porém foi dispensado após o time potiguar ser eliminado da Copa do Nordeste 2013. No mesmo ano, passou a defender o Alecrim e foi dispensado ao fim da temporada por não estar nos planos do técnico Wassil Mendes.
Rico retornou ao futebol brasileiro, e foi jogar no Vila Nova. Sem sucesso no seu retorno, o atacante acertou sua volta em 2015 ao Bahrein, para jogar no Al Hidd Club.
Em março de 2017, foi contratado pela Portuguesa, onde não conseguiu se formar.
Em 2018, atuou pelo Lagarto, de Sergipe.
Em 2021, resolveu desistir da aposentadoria e acertou com o Bacabal, que disputou a elite do Campeonato Maranhense. No mesmo ano, defendeu o São José-MA.

## Títulos
Muharraq Club
- Copa da AFC: 2008

Al-Hidd
- Copa do Rei da Arábia Saudita: 2015

### Prêmios individuais
- Maior Artilheiro Internacional do Mundo pela IFFHS: 2008 (19 gols)